# American Tragedy: Redux
American Tragedy: Redux – pierwszy remiks album grupy Hollywood Undead, zawierający remiksy piosenek z drugiego albumu studyjnego American Tragedy. Album został wydany 21 listopada 2011 roku przez A&M/Octone. Piosenki zostały zremiksowane przez różnych DJ-ów oraz muzyków podczas trasy koncertowej World War III Tour z Asking Alexandria. Pierwszy singiel z albumu o nazwie Levitate (Digital Dog club mix) został wydany 18 października 2011 roku, a 24 października został wydany teledysk.

## Lista utworów
| 1.  | "Levitate" (Digital Dog club mix)                | 7:15  |
|     |                                                  |       |
| 2.  | "Comin' in Hot" (Wideboys club mix)              | 5:48  |
|     |                                                  |       |
| 3.  | "Apologize" (Buffalo Bill "Die Young" remix)     | 7:37  |
|     |                                                  |       |
| 4.  | "My Town" (Andrew W.K. remix)                    | 3:49  |
|     |                                                  |       |
| 5.  | "Coming Back Down" (Beatnick & K-Salaam remix)   | 3:13  |
|     |                                                  |       |
| 6.  | "Hear Me Now" (Jonathan Davis of KoЯn remix)     | 3:10  |
|     |                                                  |       |
| 7.  | "I Don't Wanna Die" (Borgore remix)              | 4:29  |
|     |                                                  |       |
| 8.  | "Le Deux" (Dr. Eargasm remix)                    | 4:33  |
|     |                                                  |       |
| 9.  | "Lights Out" (The Juggernaut Vs. Obsidian remix) | 4:25  |
|     |                                                  |       |
| 10. | "Been to Hell... And Back!" (KMFDM remix)        | 3:30  |
|     | Bonusowa piosenka na iTunes:                     |       |
| 11. | "Bullet" (Kay V remix)                           | 3:19  |
|     |                                                  |       |
|     |                                                  | 51:08 |
|     |                                                  |       |

## Osoby tworzące album
Lista osób pochodzi z serwisu AllMusic
Hollywood Undead
- Charlie Scene – wokal, gitara prowadząca, kompozytor
- Da Kurlzz – bębny, perkusja, krzyk, wokal, kompozytor
- Danny – wokal
- Funny Man – wokal, kompozytor
- J-Dog – keyboard, syntezatory, pianino, gitara rytmiczna, gitara basowa, wokal, krzyki, kompozytor
- Johnny 3 Tears – wokal, kompozytor

Produkcja
- Don Gilmore – produkcja, kompozytor
- Griffin Boice – produkcja, miksowanie, gitara, gitara basowa, bębny, perkusja
- Ben Grosse – produkcja, miksowanie, keyboard, kompozytor
- Jeff Halavacs – produkcja, gitara
- Kevin Rudolf – produkcja, kompozytor, instrumentalizacja
- S*A*M – produkcja, kompozytor
- James Diener – A&R
- Steve Cornish – produkcja, remiksowanie
- Nick Mace – produkcja, remiksowanie
- Jim Sullivan – produkcja, remiksowanie
- Eddie Craig – produkcja, remiksowanie
- Sidh Solanki – produkcja, remiksowanie
- Andrew Krier – produkcja, remiksowanie
- Beatnick – produkcja, remiksowanie
- K-Salaam – produkcja, remiksowanie
- Jonathan Davis – produkcja, remiksowanie
- Asaf Borger – produkcja, remiksowanie
- Dr. Eargasm – produkcja, remiksowanie
- Erik Tinajero – produkcja, remiksowanie
- David Gill – produkcja, remiksowanie
- Joey Jensen – produkcja, remiksowanie
- KMFDM – produkcja, remiksowanie
- Kay V – produkcja, remiksowanie

## Wyróżnienia
| Rok  | Nominowana praca                  | Nagroda                                          | Rezultat | Miejsce |
| ---- | --------------------------------- | ------------------------------------------------ | -------- | ------- |
| 2011 | "Levitate (Digital Dog club mix)" | "WGRD’s 2011 Favorite Listener Band of The Year" | Wygrana  | 1       |

## Pozycje na listach
| Lista                             | Najwyższa pozycja |
| --------------------------------- | ----------------- |
| US 1 Top Dance/Electronica Albums | 9                 |
| US Top Hard Rock Albums           | 15                |

## Historia wydań
| Region            | Data              | Wytwórnia  | Format                  | Nr. katalogowy | Ref   |
| ----------------- | ----------------- | ---------- | ----------------------- | -------------- | ----- |
| Unia Europejska   | 21 Listopad, 2011 | Polydor    | CD, Dystrybucja cyfrowa | B005OBMNDC     | [ 6 ] |
| Japonia           | 21 Listopad, 2011 | Universal  | CD, Dystrybucja cyfrowa | 1624802        | [ 7 ] |
| Stany Zjednoczone | 21 Listopad, 2011 | A&M/Octone | CD, Dystrybucja cyfrowa | 001624802      | [ 2 ] |